# Diachrysia balluca
Diachrysia balluca ist ein in Nordamerika vorkommender Schmetterling (Nachtfalter) aus der Familie der Eulenfalter (Noctuidae).

## Merkmale

### Falter
Mit einer Flügelspannweite von 45 bis 55 Millimetern sind die Falter die größten Vertreter in der Unterfamilie der Goldeulen in Nordamerika. Die Vorderflügeloberseite hat eine blassgraue bis hellbraune Grundfarbe, die je nach Lichteinfall auch metallisch bronzefarben oder grünlich schimmern kann. Arttypisch ist das große, metallisch glänzende grüne Feld zwischen Innenrand und Zelle. Eine silber- oder goldfarbene Makel fehlt. Die Hinterflügeloberseite ist gleichmäßig braun und zeigt gelbe Fransen. Der Thorax ist pelzig behaart und mit einem dichten Haarbüschel versehen. Der Hinterleib besitzt weitere kleinere Haarbüschel.

### Raupe
Ausgewachsene Raupen haben eine grüne Farbe. In Richtung des Kopfes verjüngen sie sich. Sie zeigen eine dunkelgrüne unterbrochene Rückenlinie, mehrere dünne, unterbrochene weißliche Nebenrückenlinien, einen breiten weißen Seitenstreifen und auf jedem Körpersegment kleine Warzen, die mit kurzen, dünnen hellgrauen Härchen versehen sind.

### Ähnliche Arten
Aufgrund der sehr markanten Flügelzeichnung sind die Falter nicht mit anderen Arten zu verwechseln.

## Verbreitung und Vorkommen
Diachrysia balluca kommt im Südosten und der Mitte Kanadas und im Nordosten der Vereinigten Staaten vor. Südlichstes Vorkommensgebiet sind Bergregionen in den Great Smoky Mountains. Einzelfunde aus Florida gelten als verirrte Wanderfalter.

## Lebensweise
Die Falter fliegen zwischen Juni und September. Sie sind nachtaktiv und besuchen künstliche Lichtquellen. Die Raupen ernähren sich von den Blättern von Hopfen (Humulus lupulus), Amerikanischer Zitterpappel (Populus tremuloides), Kanadischer Strauchnessel (Laportea canadensis) und Rubus-Arten.